# Albrecht 1. af Tyskland
Albrecht 1. af Tyskland (cirka 1255 – 1. maj 1308) var tysk konge fra 1298 til sin død i 1308.
Albrecht var søn af Rudolf 1. af Tyskland og Gertrud af Hohenberg.

## Hertug af Østrig og konge af Tyskland
I 1282 udnævnte faderen ham til hertug af Østrig og Steiermark. Ved sin fars død i 1291 blev Albrecht ikke konge af Tyskland. Han gjorde siden oprør mod sin fars efterfølger Adolf af Nassau. Efter Adolfs død i 1298 blev Albrecht valgt til konge af Tyskland, men blev myrdet af sin brorsøn Johann Parricida.

## Ægteskab
I 1274 giftede Albrecht sig med Elisabeth af Göritz (tysk: Elisabeth von Kärnten, Görz und Tirol). Parret fik 12 børn:
1. Agnes (1281-1364)
2. Rudolf 1 af Bøhmen (1282-1307)
3. Frederik den Smukke, (1289-1330). Under navnet Frederik 3.  var han tysk modkonge fra 1314 til 1330.
4. Leopold 1., hertug af Østrig (1290-1326)
5. Albrecht 2., hertug af Østrig (1298-1358)
6. Otto, hertug af Østrig (1301-1339)
7. Meinhard (1300-1309)
8. Anna (død 1327)
9. Katarina (død 1323)
10. Gutta (død 1329)
11. Elisabeth (død 1353)
12. Henrik (død 1327)